# Jan Szyszkowski
Jan Szyszkowski (ur. ?, zm. 24 lipca 1920 w Kozinie) – pułkownik piechoty Wojska Polskiego.

## Życiorys
30 listopada 1918 roku został przyjęty do Wojska Polskiego z byłej armii rosyjskiej i byłego I Korpusu Polskiego, z zatwierdzeniem posiadanego stopnia pułkownika i przydzielony do Ciechanowskiego Okręgowego Pułku Piechoty. Przybył do Ciechanowa na czele grupy oficerów z rozkazem Rady Regencyjnej sformowania pułku piechoty w XII Okręgu Wojskowym, późniejszego 32 Pułku Piechoty. 16 lipca 1920 roku otrzymał przeniesienie z Dowództwa Okręgu Wojskowego Ciechanów do Armii gen. Hallera.
15 października 1919 roku objął dowództwo 150 Pułk Strzelców Kresowych, który 28 października został przemianowany na 42 Pułku Strzelców Kresowych, a 29 stycznia 1920 roku na 42 Pułk Piechoty. W styczniu 1920 roku na czele pułku wziął udział w zajęciu Pomorza. W marcu 1920 roku objął dowództwo XXXV Brygady Piechoty. Poległ 24 lipca 1920 pod Kozinem.